# اچ‌ام‌اس اسنپر (۱۸۹۵)
اچ‌ام‌اس اسنپر (۱۸۹۵) (به انگلیسی: HMS Snapper (1895)) یک کشتی بود که طول آن ۲۰۴٫۷۵ فوت (۶۲٫۴۱ متر) بود. این کشتی در سال ۱۸۹۵ ساخته شد.